# 롤리타 다비도비치
롤리타 다비도비치(Lolita Davidovich, 1961년 7월 15일 ~ )는 캐나다의 배우이다.

## 출연 작품
- 스케이트 갓 (2019)
- 닥터 델 (2015)
- 롱기스트 라이드 (2015)
- 스콰터스 (2014)
- 로미오 킬러 (2013)
- 시네마 베리테 (2011)
- 킬 유어 달링스 (2006)
- 셉템버 돈 (2006)
- 호미사이드 (2003)
- 다크 블루 (2002)
- 빈 방 없음 (1999)
- 미스테리 알라스카 (1999)
- 플레이 투 더 본 (1999)
- 갓 앤 몬스터 (1998)
- 산타페 (1997)
- 터치 (1997)
- 정글투정글 (1997)
- 불의 수확 (1996)
- 리멤버 (1996)
- 바위섬 소동 (1996)
- 기쁠 때나 슬플 때나 (1996)
- 맥마틴 소송 사건 (1995)
- 나우 앤 덴 (1995)
- 메이저 리그의 전설 타이 콥 (1994)
- 마지막 연인 (1994)
- 머니맨 (1993)
- 영거 앤 영거 (1993)
- 또다른 선택 (1992)
- 기적 만들기 (1992)
- 카인의 두 얼굴 (1992)
- 이너 써클 (1992)
- 오브젝 오브 뷰티 (1991)
- 감옥 속의 여인들 (1991)
- JFK (1991)
- 사랑과 살인 (1990)
- 블레이즈 (1989)
- 블라인사이드 (1987)
- 야행 (1987)
- 리크루트 (1986)
- 크레스 (1983)